# سنیا پوولا
سنیا پوولا (انگلیسی: Senja Pusula؛ زادهٔ ۲۶ مارس ۱۹۴۱) اسکی‌باز صحرانوردی اهل فنلاند است.